# なよろ憲法記念ハーフマラソン大会
なよろ憲法記念ハーフマラソン大会（なよろけんぽうきねんハーフマラソンたいかい）は、毎年5月第2週目の日曜日に北海道名寄市で開催されるハーフマラソン。1994年までは、毎年憲法記念日に合わせて行われていた。2020年は新型コロナウイルスの感染拡大防止のため参加者を名寄市民限定で同年9月20日に延期したが2021年は通常通り開催された。第70回の2022年は再び開催日を憲法記念日である5月3日に戻して開催された。
1994年リレハンメルオリンピックの金メダリスト（ノルディック複合・団体）で名寄市特別参与スポーツ振興アドバイザーの阿部雅司が本大会をプロデュースしている。

## コース
平坦な昇りが続く折り返しコースを2周走るコース。